# Oliver Larraz
Oliver Larraz, né le 16 septembre 2001 à Denver aux États-Unis, est un joueur américain de soccer. Il joue au poste de milieu relayeur aux Colorado Rapids.

## Biographie

### Jeunesse et formation
Oliver Larraz rejoint l'académie des Rapids du Colorado en 2014. Un an plus tard, il est nommé joueur de l'année de l'académie du club. En 2019, il joue pour les moins de 19 ans du MSV Duisburg. En raison de l'éloignement avec sa famille et de la pandémie de Covid-19 aux États-Unis, il fait son retour chez les Rapids en 2020,.

### En club
Le 3 mars 2021, il signe un contrat de Homegrown Player avec les Rapids du Colorado,. Il fait ses débuts en Major League Soccer avec le club le 15 mai 2021, lors d'un match à domicile contre le Dynamo de Houston. Il entre en jeu à la 90e minute, remplaçant Jack Price. Les Rapids s'imposent 3-1,.
Le 6 août 2021, il est prêté au Loyal de San Diego, club d'USL Championship,.
Le 15 mars 2022, il subit une opération à la suite d'une fracture ouverte du tibia. En raison de la blessure et de la convalescence et de la rééducation qui s'ensuivent, il ne joue pas pendant la saison 2022.
Il est nommé joueur de la 17e journée de la MLS Next Pro, le 17 juillet 2023, à la suite d'un but et d'une passe décisive délivrée face aux Real Monarchs.
Lors de la saison 2023 avec l'équipe des Rapids du Colorado 2, il inscrit 8 buts en championnat et fournit 8 passes décisives tout en menant les Rapids 2 à la finale des séries éliminatoires de la conférence Ouest de la MLS Next Pro. Il est sélectionné dans le meilleur onze de la MLS NEXT Pro 2023 aux côtés de ses coéquipiers Rémi Cabral (en) et Yosuke Hanya (en).
Il inscrit son premier but en MLS, le 5 juillet 2024, contre le Sporting de Kansas City,.
Il délivre ses deux premières passes décisives en MLS contre le FC Dallas, le 1er mars 2025. Les deux équipes se neutralisent 3-3.